# Bartholomaios Katsouris
Bartholomaios (Katsouris) (griechisch Βαρθολομαίος (Κατσούρης), * 11. Juni 1928 in Athen; † 27. August 2014 in Eleusis) war ein orthodoxer Geistlicher und Metropolit von Megara und Salamis in der Kirche von Griechenland.
Katsouris studierte Rechtswissenschaften und Theologie an der Universität von Athen. Am 2. Januar 1954 wurde er im Kloster Panagia Myrtidiotissa auf der Insel Kythira zum Diakon und 1958 zum Priester geweiht. Er war Kanzler und Prediger des Klosters Panagia Myrtidiotissa.  Er war Sekretär und von 1967 bis 1974 Generalsekretär der Heiligen Synode der Kirche von Griechenland.
Am 27. Mai 1974 erfolgte die Wahl zum Bischof und Metropoliten von Megara und Salamis.
Er ist Autor zahlreicher Studien und theologischer Arbeiten. 